# Anders Uhrskov

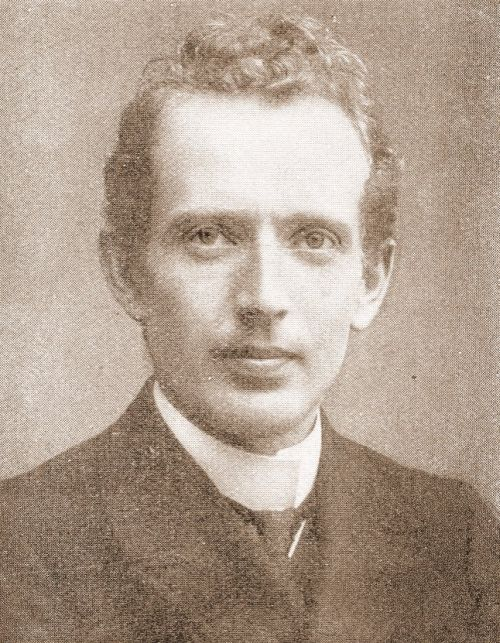
Anders Uhrskov

Anders Kristensen Uhrskov, född 30 december 1881 i Tørring vid Horsens, död 29 november 1971 i Hillerød, var en dansk folklivsskildrare och författare.
Uhrskov var från 1904 verksam som lärare och 1907–34 som folkhögskollärare i Hillerød. Han blev mest känd för sina skrifter om Nordsjällands folkliv och folkdiktning. Hans första större arbete inom detta område var Nordsjællandsk landsbyliv i ældre tid (1918), utarbetat på grundval av förutvarande folketingsmannen Lars Larsens minnen från Vejby och Tisvildetrakten. 
År 1921 utgav Uhrskov Lars Larsens minnen och trädgårdsmästaren Niels Pedersens minnen från Tibirke under titeln To nordsjællænderes erindringer. Detta arbete kom att utgöra första bandet av hans huvudarbete Nordsjællandsk Folkeliv (I–V, 1921–24). Band II behandlar sägner, band III folktro, band IV högtider och band V dagligt liv. 
Uhrskov utgav dessutom folklivsskildringar i poetisk form, Hedevig og hendes datter (1912), Karl Lillekone og andre kanutter (1916), Folk (1925), och skrev i serien "Folkets førere" en biografi över Christoffer Bruun. Hans andra huvudarbete är serien  Det danske sind, utgivet i nio band 1964–69, vilket dock delvis är återutgivningar av äldre verk. Uhrskovs folklivsarbeten utmärker sig genom ett omfattande och värdefullt förstahandsmaterial, insamlat med stor energi, och genom vacker utformning (Kristian Kongstads teckningar). Nordsjællands Folkemuseum i Hillerød tillkom 1924 på hans initiativ. 